# Рог Віктор Олександрович
Ві́ктор Олекса́ндрович Рог (нар. 21 травня 1970, Погожа Криниця Роменського району) — український видавець, журналіст, громадський діяч, публіцист. Головний редактор тижневика ОУН (б) «Шлях перемоги» (з 2009), директор видавництва «Українська видавнича справа», віцепрезидент історичного клубу «Холодний Яр», заступник директора Центру національного відродження імені Степана Бандери. Один із лідерів бандерівського середовища в Україні. У минулому — член Президії Головного Проводу Конгресу Українських Націоналістів (1998—2000); голова Молодіжного Націоналістичного Конгресу (2001—2002); редактор газети Спілки Української Молоді «Сумщина» «Гроно» (1994—2005).

## Життєпис
Народився на Роменщині в родині нащадків станового лівобережного козацтва. З 1987 по 1993 навчався в Сумському педінституті на факультеті «Історія та педагогіка».
З 1989 — активіст національно-визвольного руху, насамперед у Сумах. Ініціатор створення Спілки Незалежної Української Молоді в Сумській області. Член УГС з 1990 та Української республіканської партії. Один із помітних учасників студентського голодування в Києві восени 1990.
1992—1993 — співпрацював в газеті «Незборима нація»; з 1994 очолював Сумську обласну організацію Конґресу українських націоналістів (КУН), входив до числа наближених осіб лідера ОУН (б) Слави Стецько.
Будучи лідером Сумської обласної організації СУМ «Сумщина», редагував націоналістичну газету «Гроно». Підготував цілу групу націоналістів-бандерівців з-поміж студентів, викладачів середніх шкіл.
1998 — переїжджає до Києва, де перебуває на посаді голови Молодіжного Конгресу Українських Націоналістів (МКУН). З часу створення Молодіжного Націоналістичного Конгресу (зима 2001 року) був його головою.
Упорядник, співавтор, редактор, видавець понад 100 найменувань книг, серед яких «Націоналізм» Дмитра Донцова (2006), «Розподіл Росії» Юрія Липи, двотомник «Антологія українського націоналізму», «Націократія» і «Шлях націоналізму» М. Сціборського (2007).

### Авторські видання
Автор книжок:
- «Не даймо загубити майбутнє» (1999, 2000),
- «Молодь і націоналізм» (2003),
- «Життя для України» (2004),
- «Українофобія: п'ята колона та її ляльководи» (2008, 2009, 2012),
- «Ієрархія національних пріоритетів» (2018).

## Родина
Дружина — Оксана, донька — Мар'яна (1994) померла у 2014 р. Постійно проживає у м. Бровари.